# Aïgue Longue
Pour les articles homonymes, voir Aïgue.
L'Aïgue Longue, Aygue longue ou Ayguelongue est un affluent gauche du Luy de Béarn à Mazerolles dans les Pyrénées-Atlantiques.

## Étymologie
Son nom signifie 'long (cours d')eau'.

## Hydronymie
L'hydronyme Aïgue Longue apparaît sous les formes
L'aigue aperade l'Aygue-Lonca (1451, cartulaire d'Ossau),
Aygua-Longa (1539, réformation de Béarn),
Le Riu-Long (1657, titres du Lormand) et
Aiguelongue (1863, dictionnaire topographique Béarn-Pays basque).

## Géographie
L'Aïgue Longue prend sa source dans le Pont-Long au nord de Pau. Elle transite par le lac d'Uzein puis s'oriente au nord pour rejoindre le Luy de Béarn (77 km) en amont de Mazerolles. Son cours est parallèle à celui de l'Uzan.
Une retenue d'eau - le lac de l'Aigue-Longue - a été créée en 1999 au sud Mazerolles pour l'irrigation agricole.

## Communes traversées
Pyrénées-Atlantiques :
- Bougarber
- Buros
- Lescar
- Lons
- Mazerolles
- Momas
- Montardon
- Morlaàs
- Pau
- Sauvagnon
- Serres-Castet
- Uzein
- Viellenave-d'Arthez

## Principaux affluents
- (G) le Lata - 9 km de long
- (D) le Bruscos - 11,9 km de long